# Buzin
Buzin je vesnice v Chorvatsku, asi 8 km jižně od centra Záhřebu (v Novém Záhřebu). Je jedním z odlehlých předměstí Záhřebu, ale zároveň i samostatnou vesnicí. V roce 2011 zde žilo celkem 1 055 obyvatel.
Blízko Buzinu se nachází mimoúrovňová křižovatka Jakuševac mezi dálnicemi A3 a A11.
Sousedními vesnicemi jsou Gornji Čehi, Hrašće Turopoljsko, Mala Mlaka, Odra a Veliko Polje.